# 高橋葵
高橋 葵（たかはし あおい、2005年12月26日 - ）は、日本の女子バレーボール選手である。

## 来歴
新潟市出身。
新潟市立中之口中学校卒業後、大分県の東九州龍谷高等学校に進学。
高校時代は2022年インターハイと第75回春高バレーでベスト8の実績を残した。
2023年12月、久光スプリングスへの入団内定が発表された。2024年1月に行われた第76回春高バレーでは優勝した就実高等学校に1回戦で敗れた。
内定選手として2023-24V Cupで公式戦デビューを果たすと、正式入団後の第72回黒鷲旗では正リベロを務めた。
2024年10月13日、2024-25シーズンチーム開幕戦のKUROBEアクアフェアリーズ戦でSVリーグデビューを果たした。

## プレースタイル
サーブが得意であり、2024-25シーズンのリーグ戦では主にリリーフサーバーとして出場し、レシーバーとしての役割を果たしている。

## 所属チーム
- 新潟市立中之口中学校（2018-2021年）
- 東九州龍谷高等学校（2021-2024年）
- SAGA久光スプリングス（2024年-）